# Torneo FIRA 1936
Il Torneo FIRA 1936, talora noto in italiano anche come Torneo delle quattro Nazioni, fu la 1ª edizione del campionato europeo di rugby a 15 ideato dalla neo istituita FIRA (acronimo del francese Fédération Internationale de Rugby Amateur, Federazione internazionale dilettantistica di rugby), organizzazione nata in alternativa e in contrapposizione all'anglofona International Rugby Football Board su iniziativa della federazione francese, esclusa nel 1931 dal Cinque Nazioni per professionismo e indisciplina.
Delle altre Federazioni aderenti alla FIRA (Belgio, Catalogna, Germania, Italia, Paesi Bassi, Portogallo, Romania e Spagna) quella tedesca, quella italiana e quella rumena si accordarono ai francesi per partecipare a un torneo, organizzato a Berlino dalla Deutscher Rugby-Verband e disputatosi presso la sede del gruppo Berliner Sport Club.
La data e il luogo non furono casuali, perché la capitale del Terzo Reich di lì a poco meno di due mesi avrebbe ospitato i giochi della XI Olimpiade e la FIRA, in rotta con le quattro Nazioni anglosassoni (Inghilterra, Scozia, Irlanda e Galles), stava cercando di far riammettere il rugby nel novero delle discipline olimpiche dopo l'ultima esperienza del 1924 a Parigi a seguito della quale l'International Rugby Football Board pose il proprio veto di fatto alla prosecuzione del torneo.
La competizione che si svolse, di fatto un campionato europeo, non ricevette mai, tuttavia, lo status di evento dimostrativo da parte del comitato organizzatore delle Olimpiadi berlinesi.
Tuttavia gli osservatori riconobbero che esso fu il torneo rugbistico a latere delle Olimpiadi meglio organizzato nonché più qualificato a livello internazionale, potendo vantare alla partenza quattro rappresentative nazionali ufficiali e non club o città come avvenuto in precedenza; ad aumentare il prestigio del torneo rileva il fatto che, comunque, ad arbitrare la finale fu il sudafricano van der Merve, appartenente a una Federazione dell'International Rugby Football Board.
Per quanto riguarda il torneo in sé, esso si tenne con la formula dell'eliminazione diretta.
Le due partite di semifinale si tennero il 15 maggio 1936 allo Sportplatz Grunewald di Berlino, e la Francia, nella prima partita del torneo, batté 25-5 la Romania mentre l'Italia fu sconfitta dalla Germania per 8-19.
Le due sconfitte si incontrarono per la finale del terzo posto e fu l'Italia a prevalere sulla Romania per 8-7, mentre invece nella gara di finale fu la Francia a far prevalere la maggiore tecnica ed esperienza a vincere l'incontro con la Germania per 19-14.
I francesi si laurearono così campioni d'Europa per la prima volta, aggiudicandosi il primo dei loro 25 titoli continentali, e primo di nove consecutivi fino al 1968.
Il valore delle marcature, come stabilito dall’IRFB nel 1905, era: 3 punti per ciascuna meta (5 se trasformata), 3 punti per la realizzazione di ciascun calcio piazzato o mark, 4 punti per la realizzazione di ciascun drop.

## Squadre partecipanti
- Francia
- Germania
- Italia
- Romania

## Risultati
|  | Semifinali | Semifinali | Semifinali |          |         | Finale                 | Finale                 | Finale                 |  |
|  |            |            |            |          |         |                        |                        |                        |  |
|  | Romania    | Romania    | 5          |          |         |                        |                        |                        |  |
|  | Romania    | Romania    | 5          |          |         |                        |                        |                        |  |
|  | Francia XV | Francia XV | 25         |          |         |                        |                        |                        |  |
|  | Francia XV | Francia XV | 25         |          | Francia | Francia                | 19                     |                        |  |
|  |            |            |            |          | Francia | Francia                | 19                     |                        |  |
|  |            |            | Germania   | Germania | 14      |                        |                        |                        |  |
|  | Italia     | Italia     | Germania   | Germania | 14      | 8                      |                        |                        |  |
|  | Italia     | Italia     |            |          |         | 8                      |                        |                        |  |
|  | Germania   | Germania   | 19         |          |         | Finale per il 3º posto | Finale per il 3º posto | Finale per il 3º posto |  |
|  | Germania   | Germania   | 19         |          |         |                        |                        |                        |  |
|  |            |            |            |          |         |                        |                        |                        |  |
|  |            |            |            |          |         | Romania                | Romania                | 7                      |  |
|  |            |            |            |          |         | Romania                | Romania                | 7                      |  |
|  |            |            |            |          |         | Italia                 | Italia                 | 8                      |  |

### Semifinali
| Berlino 14 maggio 1936, ore 17 GMT+1                               | Romania | 5 – 25                                        | Francia XV | Sportplatz Grunewald |
| 1 mt Capendeguy Coderc (3) Daguerre Ithurra Raynal 1 tr Raynal (2) |         |                                               |            |                      |
|                                                                    |         |                                               |            |                      |
| 1                                                                  | mt      | Capendeguy Coderc (3) Daguerre Ithurra Raynal |            |                      |
| 1                                                                  | tr      | Raynal (2)                                    |            |                      |

| Arbitro: | Mailhan |

|                           |      |                                       |
| Vinci III 17’ Cazzini 21’ | mt   | 14’, 66’ Hübsch 27’, 63’ Koch 31’ Aue |
| Rizzoli 17’               | tr   |                                       |
|                           | drop | 33’ Buchowsky                         |

### Finale per il 3º posto
| Arbitro: | Leipprand |

|                     |      |               |
| Cazzini Aloisio (t) | mt   | Barsan        |
| Rizzoli             | tr   |               |
|                     | drop | Chrissoveloni |

### Finale
| Arbitro: | P v.d. Merwe |

|                                        |      |                             |
| Celhay Daguerre Desclaux (2) Geschwind | mt   | Dunnhaupt Oppermann tecnica |
| Raynal Thiers                          | tr   | Metzger                     |
|                                        | c.p. | Pfisterer                   |